# Liste des matchs de l'équipe de Jordanie de football par adversaire
Cette liste présente les matchs de l'équipe de Jordanie de football par adversaire rencontré. Lorsqu'une rivalité footballistique particulière existe entre l'équipe de Jordanie et une autre sélection nationale, une page spécifique est parfois proposée.
- Haut – A
- B
- C
- D
- E
- F
- G
- H
- I
- J
- K
- L
- M
- N
- O
- P
- Q
- R
- S
- T
- U
- V
- W
- X
- Y
- Z

| Sommaire                   |
| Algérie • Finlande • Japon |

## A

### Algérie
| Date              | Lieu            | Match              | Score | Compétition  |
| 28 septembre 1974 | Damas, Jordanie | Jordanie - Algérie | 0 - 6 | Match amical |
| ?                 | Jordanie        | Jordanie - Algérie | 2 - 1 | Match amical |
| 30 mai 2004       | Annaba, Algérie | Algérie - Jordanie | 1 - 1 | Match amical |

Bilan
- Total de matchs disputés : 3
- Victoires de l'Jordanie : 1
- Victoires de l'Algérie : 1
- Matchs nuls : 1

### Arabie-Saudi
Confrontations
| Date            | Lieu      | Match                   | Score | Compétition   |
| 1 December 2021 | Al Rayyan | Arabie-Saudi - Jordanie | 0 - 1 | Coupe D arabe |

## E

### Émirats arabes unis

#### Confrontations
Confrontations entre les Émirats arabes unis et la Jordanie :
|    | Date             | Lieu       | Match                          | Score | Compétition                                                        |
| -- | ---------------- | ---------- | ------------------------------ | ----- | ------------------------------------------------------------------ |
| 1  | 26 octobre 1993  |            | Émirats arabes unis - Jordanie | 3-0   | Match amical                                                       |
| 2  | 28 octobre 1993  |            | Émirats arabes unis - Jordanie | 0-2   | Match amical                                                       |
| 3  | 8 avril 1997     | Manama     | Jordanie - Émirats arabes unis | 0-0   | Tours préliminaires à la Coupe du monde 1998 (zone Asie, 1er tour) |
| 4  | 26 avril 1997    | Charjah    | Émirats arabes unis - Jordanie | 2-0   | Tours préliminaires à la Coupe du monde 1998 (zone Asie, 1er tour) |
| 5  | 27 juillet 2004  | Pékin      | Jordanie - Émirats arabes unis | 0-0   | Coupe d'Asie des nations 2004 (gr. B)                              |
| 6  | 11 novembre 2004 |            | Émirats arabes unis - Jordanie | 4-0   | Match amical                                                       |
| 7  | 16 août 2006     | Amman      | Jordanie - Émirats arabes unis | 1-2   | Tour préliminaire à la Coupe d'Asie des nations 2007 (gr. C)       |
| 8  | 6 septembre 2006 | Dubaï      | Émirats arabes unis - Jordanie | 0-0   | Tour préliminaire à la Coupe d'Asie des nations 2007 (gr. C)       |
| 9  | 14 octobre 2009  | Dubaï      | Émirats arabes unis - Jordanie | 3-1   | Match amical                                                       |
| 10 | 30 décembre 2014 | Gold Coast | Émirats arabes unis - Jordanie | 1-0   | Match amical                                                       |

#### Bilan
Au 12 avril 2019 :
- Total de matchs disputés : 10
- Victoires des Émirats arabes unis : 6
- Matchs nuls  : 3
- Victoires de la Jordanie : 1
- Total de buts marqués par les Émirats arabes unis : 15
- Total de buts marqués par la Jordanie : 4

## F

### Finlande
Confrontations entre la Jordanie et la Finlande :
| Date            | Lieu      | Match               | Score | Compétition  |
| 11 janvier 2018 | Abou Dabi | Jordanie - Finlande | 1-2   | Match amical |

Bilan
Total de matchs disputés : 1
- Victoires de l'équipe de Finlande : 1
- Matchs nuls : 0
- Victoire de l'équipe de Jordanie : 0

## J

### Japon
Confrontations entre la Jordanie et le Japon :
| Date            | Lieu         | Match            | Score              | Compétition                                                     |
| 16 avril 1988   | Kuala Lumpur | Japon - Jordanie | 1-1                | Qualifications pour la Coupe d'Asie des nations 1988 (Groupe 2) |
| 31 juillet 2004 | Chongqing    | Japon - Jordanie | 1-1 (t.a.b. : 4-3) | Coupe d'Asie des nations 2004 - 1/4 Finale                      |
| 9 janvier 2011  | Doha         | Japon - Jordanie | 1-1                | Coupe d'Asie des nations 2011 - 1er Tour (Groupe B)             |
| 8 juin 2012     | Saitama      | Japon - Jordanie | 6-0                | Qualifications pour la Coupe du monde 2014 - 4e tour (Groupe 2) |
| 26 mars 2013    | Amman        | Jordanie - Japon | 2-1                | Qualifications pour la Coupe du monde 2014 - 4e tour (Groupe 2) |
| 20 janvier 2015 | Melbourne    | Japon - Jordanie | 2-0                | Coupe d'Asie des Nations 2015 (1er tour, groupe D)              |

Bilan
Total de matchs disputés : 6
- Victoires de l'équipe du Japon : 2
- Matchs nuls : 3
- Victoire de l'équipe de Jordanie : 1

## K

### Kirghizistan

#### Confrontations
Confrontations entre la Jordanie et le Kirghizistan :
|   | Date             | Lieu    | Match                   | Score           | Compétition                                                   |
| - | ---------------- | ------- | ----------------------- | --------------- | ------------------------------------------------------------- |
| 1 | 23 mai 2000      | Amman   | Jordanie - Kirghizistan | 2-0             | Championnat d'Asie de l'Ouest 2000 (gr. B)                    |
| 2 | 18 octobre 2007  | Bichkek | Kirghizistan - Jordanie | 2-0             | Éliminatoires de la Coupe du monde 2010 (zone Asie, 1er tour) |
| 3 | 28 octobre 2007  | Amman   | Jordanie - Kirghizistan | 2-0 (tab : 6-5) | Éliminatoires de la Coupe du monde 2010 (zone Asie, 1er tour) |
| 4 | 3 septembre 2015 | Irbid   | Jordanie - Kirghizistan | 0-0             | Éliminatoires de la Coupe d'Asie des nations 2019             |
| 5 | 17 novembre 2015 | Bichkek | Kirghizistan - Jordanie | 1-0             | Éliminatoires de la Coupe d'Asie des nations 2019             |
| 6 | 20 décembre 2018 | Doha    | Jordanie - Kirghizistan | 0-1             | Match amical                                                  |

#### Bilan
Au 3 avril 2019 :
- Total de matchs disputés : 6
- Victoires de la Jordanie : 2
- Matchs nuls : 1
- Victoires du Kirghizistan : 3
- Total de buts marqués par la Jordanie : 4
- Total de buts marqués par le Kirghizistan : 4

## P

### Palestine
Confrontations entre la Jordanie et le Palestine en matchs officiels.
| Date       | Lieu  | Match                | Score | Compétition   |
| ---------- | ----- | -------------------- | ----- | ------------- |
| 2021-12-07 | Qatar | Jordanie - Palestine | 5-1   | FIFA Arab Cup |

### Paraguay

#### Confrontations
Confrontations entre la Jordanie et le Paraguay en matchs officiels.
|   | Date              | Lieu  | Match               | Score | Compétition  |
| - | ----------------- | ----- | ------------------- | ----- | ------------ |
| 1 | 10 septembre 2019 | Amman | Jordanie - Paraguay | 2-4   | Match amical |

#### Bilan
Au 3 novembre 2019 :
- Total de matchs disputés : 1
- Victoires du Paraguay : 1
- Matchs nuls : 0
- Victoires de la Jordanie : 0
- Total de buts marqués par le Paraguay : 4
- Total de buts marqués par la Jordanie : 2

## S

### Sierra Leone

#### Confrontations
Confrontations entre la Sierra Leone et la Jordanie :
|   | Date          | Lieu     | Match                   | Score | Compétition  |
| - | ------------- | -------- | ----------------------- | ----- | ------------ |
| 1 | 17 avril 1983 | Freetown | Sierra Leone - Jordanie | 2-1   | Match amical |

#### Bilan
Au 22 avril 2019 :
- Total de matchs disputés : 1
- Victoires de la Sierra Leone : 1
- Matchs nuls : 0
- Victoires de la Jordanie : 0
- Total de buts marqués par la Sierra Leone : 2
- Total de buts marqués par la Jordanie : 1